# حرب وداي
حرب وداي (بالإنجليزية: Wadai War or Ouaddai War)‏ هي حرب شنتها فرنسا وحلفاؤها الأفريقيون ضد سلطنة وداي وحلفائها منذ عام 1906 حتى عام 1911. أبدت سلطنة وداي، التي قامت على الأرض الممتدة في شرقي تشاد وغربي السودان الحاليتين، مقاومةً عنيفة للغزو الفرنسي. ومع ذلك، فقد سقط قسم كبير من السلطنة، بما في ذلك عاصمتها أبشي، في قبضة الغزاة عام 1909، الأمر الذي أرغم حاكم السلطنة دود مرة على متابعة مقاومته من المقاطعات المجاورة والدول الحليفة. وتمكن من كسب مساندة سلطنة دارفور ودار مساليت، فاستخدم هذه المناطق قواعدَ خلفية خلال مساعيه لطرد الفرنسيين. خلال هذا، تنعم ببعض النجاح، وألحق عدة هزائم بالقوى الخاضعة للقيادة الفرنسية. وفي سبيل إضفاء الشرعية على تدخلهم، نصّب الفرنسيون قريب دود مرة، آدم أصيل، حاكمًا شكليًا في وداي. وعقب خسارته لمعظم قواته وحلفائه، أرغِم دود مرة على الاستسلام في عام 1911. غير أن الوضع المتقلقل استمر بشكل بدئي رغم ذلك، إذ اندلعت ثورة كبيرة مناهضة للفرنسيين بعد هزيمة دود مرة بوقت قصير، ويُزعم أن مؤامرة مناهضة للأوروبيين حيكت بدعم من آدم أصيل. وقد قُمعت آخر حركة مقاومة فعالة ضد الفرنسيين في وداي بحلول عام 1912، وظلت المنطقة جزءًا من الإمبراطورية الاستعمارية الفرنسية حتى عام 1960.

## خلفيتها
كان اقتصاد سلطنة وداي، التي تأسست على أيدي شعب تونجور في القرن السادس عشر وقامت على أرض شرقي حوض تشاد، يعتمد على رعي الماشية وتجارة الرقيق. وبناءً على ذلك، فقد طورت السلطنة جيشًا كفئًا تجلت غايته الرئيسية في الإغارة على مناطق أخرى من أجل الحصول على العبيد. وعلى الرغم من اعتبار الإسلام دينًا رسميًا للسلطنة، ظلت الممارسات الدينية التقليدية منتشرة بين سكان وداي. وبصرف النظر عن ذلك، فقد استُخدم الدين لتبرير غزوات الاستعباد التي كانت تُشن على الشعوب غير المسلمة في الجنوب. وفي القرن التاسع عشر، نمت قوة وداي بفضل سلسلة متتالية من الملوك القديرين (الذين أطلِق عليهم لقب كولاك)، على الرغم من الحروب الأهلية التي كانت تندلع من حين إلى آخر. عقدت السلطنة في نهاية المطاف تحالفًا مع حركة السنوسية المتنفذة، التي كان مقرها في الصحراء الواقعة إلى الشمال، وبسطت سيطرتها على طرق تجارية هامة عابرة للصحراء الكبرى، لتصبح بذلك القوة المسيطرة في شرق وسط حوض تشاد. وقد ازدهرت وداي في الفترة المستقرة التي امتدت في عهد كل من علي بن محمد شريف (الذي حكم بين عامي 1858 و1874) ويوسف بن محمد شريف (الذي حكم بين عامي 1874 و1898). وتزايد تفضيل القوافل للسفر عبر وداي، باعتبارها أكثر أمانًا، الأمر الذي عاد على المنطقة بثروة كبيرة. وبالاعتماد على اقتصادها المزدهر والأسلحة النارية المستوردة من السنوسيين، توسعت وداي وأخضعت عدة دول أخرى مثل بورنو وسلطنة باجرمي، ففرضت عليها دفع الجزية وسخّرت حرفييها البارعين من أجل إغنائها.
وفي الوقت نفسه، أدى التدافع على أفريقيا إلى الاستعمار السريع لمنطقة الساحل. وإلى الشرق من وداي، ألحق البريطانيون الهزيمة بالدولة المهدية في السودان وأعادوا تأسيس سلطنة دارفور واعتبروها دويلة حاجزة. وأثبت حاكم دارفور، علي دينار، نفسه سلطانًا يتمتع بالاستقلال والكفاءة النسبية. وفي الغرب، كانت جيوش الاستعمار الفرنسي قد بدأت بالتوسع متوغلةً في حوض تشاد، وهناك دخلت في نزاع مع العديد من الدول والقبائل والحركات المحلية، بما فيها الحركة السنوسية. ونتيجةً للمفاوضات التي جرت في عامي 1898 و1899، اتفقت الحكومتان البريطانية والفرنسية على اقتسام حوض تشاد بينهما؛ فقررتا منح وداي لفرنسا، في حين كانت دارفور تقع رسميًا ضمن منطقة النفوذ البريطانية. غير أن الوضع ظل غير مستقر، إذ كان النزاع قائمًا على الحدود بين وداي ودارفور التي ظلت تتغير باستمرار. وحين علم علي دينار، سلطان دارفور، بشأن الاتفاقيات الأوروبية، عقد العزم على توسيع منطقته غربًا بأسرع ما يمكن لكي يحول دون احتلال الفرنسيين للمناطق التي يؤمن أنها من حقه. وازداد تعاونه مع السنوسيين لأسباب عسكرية واقتصادية، وبذلك دخل تدريجيًا في النضال ضد الفرنسيين في الغرب القصي.
وفي عام 1898، توفي الكولاك يوسف حاكم وداي، ونتج عن ذلك صراع على الخلافة تمكن خلاله أحمد الغزالي –بدعم من علي دينار- من الوصول إلى سدة الحكم. وبعد ذلك بعامين، سحق الفرنسيون مملكة رابح الزبير وأسسوا تشاد الفرنسية التي تحد وداي مباشرةً، وبدؤوا بناءً على ذلك بالتدخل في صراع الخلافة القائم في وداي. وفي عام 1901، أطيح بأحمد الغزالي على يد محمد صالح، الشهير بلقب «دود مرة» (أسد مرة)، الذي كان مدعومًا من قِبل الحركة السنوسية. وبغرض مكافأة حلفائه السنوسيين، سمح دود مرة لهم بالتجارة بشكل حر ضمن أراضيه. ونتيجة لذلك، قام تحالف قوي بين دود مرة والسنوسيين. ورغم ارتقائه للعرش، ظل دود مرة خلال عهده يواجه تحديات من قِبل خصومه. وحاول قريبه آدم أصيل القيام بانقلاب، بيد أنه فشل ولاذ بالفرار ليتجنب العقاب. لجأ آدم أصيل إلى الفرنسيين الذين بدؤوا يدعمون مطالبته بالعرش، وعقدوا العزم على تنصيبه حاكمًا شكليًا لوداي.